# Viktor Brandt
Viktor Brandt (Karlstad, 8 luglio 1999) è un biatleta svedese.

## Biografia
Brandt, attivo dal 2017, ha esordito in Coppa del Mondo il 9 marzo 2023 a Östersund in individuale (47º) e ai Campionati mondiali a Nové Město na Moravě 2024, dove ha vinto la medaglia d'oro nella staffetta e si è classificato 24º nella sprint e 33º nell'inseguimento. Il 1º dicembre 2024 ha conquistato a Kontiolahti in staffetta il primo podio in Coppa del Mondo (3º) e ai successivi Mondiali di Lenzerheide 2025 si è piazzato 60º nella sprint, 51º nell'inseguimento, 42º nell'individuale e 4º nella staffetta; non ha preso parte a rassegne olimpiche.

## Palmarès

### Mondiali
- 1 medaglia:
  - 1 oro (staffetta a Nové Město na Moravě 2024)

### Coppa del Mondo
- Miglior piazzamento in classifica generale: 62º nel 2024
- 4 podi (a squadre):
  - 1 secondo posto
  - 3 terzi posti